# Ruines romaines de São Cucufate
Les Ruines romaines de São Cucufate (autrement dit, les Ruines romaines de la Villa de São Cucufate, Ruines de Santiago, les Ruines archéologiques de São Cucufate ou la Villa romaine de São Áulica) est un site archéologique romain. Il se situe sur les ruines d'une ferme agricole de l'époque Romaine dans la paroisse civile de Vila de Frades, située dans la municipalité de Vidigueira, dans le sud de l'Alentejo, au Portugal. Le couvent, dont la création remonte au Moyen Âge, était dédié au martyr Saint Cucuphas.

## Histoire

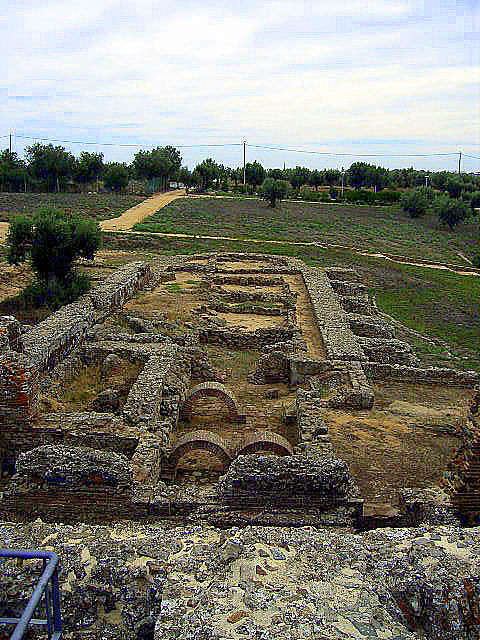
Les thermes situés dans les ruines romaines de la villa

Autour de la fin du IVe millénaire, des clans du Néolithique occupent déjà par intermittence les zones situées dans le sud de l'Alentejo.
Les premières pierres du couvent sont posées au premier siècle avec la construction d'une petite villa romaine. Construite autour des thermes et du péristyle elle suit le modèle architectural de cette époque.
Entre le IIIe et IVe siècles se développe ce qui fut plus tard considéré comme le « deuxième complexe de villas ». Le complexe massif aujourd’hui visible date environ du milieu du IVe siècle. Les rénovations des bains quant à elles n'ont jamais été achevées. La villa est abandonnée au milieu du Ve siècle voire dès la fin du IVe siècle.
Aux alentours du IXe siècle, le couvent est fondé  sur les terres/ruines de la villa romaine, et persiste jusqu'à la fin du XIIe siècle. En 1254, la paroisse ecclésiastique de São Cucufate est installée dans le couvent, sous la supervision du monastère de São Vicente de Fora. Des moines bénédictins succèdent aux  chanoines augustins qui vivaient dans le couvent.
Aux alentours du XVIIe siècle, les bâtiments sont abandonnés par la communauté monastique, seul un moine ermite y subsiste. Malgré quelques discontinuités, transformations et adaptations, l'occupation de cet espace s’étend jusqu'au XVIIIe siècle, principalement parce que la zone contiguë pouvait être utilisée pour la richesse de ses sols et son abondance en eau, permettant d’y installer un jardinet et une résidence. Il est certain que la chapelle continue à être utilisé par la petite communauté locale jusqu'au XVIIIe siècle.

### République
En 1975, la DGEMN - Direcção Geral dos Edifícios e Monumentos Nacionais (Direction Générale des Bâtiments et des Monuments Nationaux) s’engage dans le processus visant à la consolidation et la protection des sites, le renforcement des murs, des trottoirs et la réparation des portes. L'année suivante, la maçonnerie est remise en état ainsi que les plafonds voûtés, tandis que certaines portes sont ajoutées ou renforcées.
Les premières fouilles ont lieu sous la direction de Jorge Alarcão et R. Etienne en 1979, et d’autres se sont à nouveau déroulées en 1981 et en 1985.
Les fouilles menées par l'IPPAR sur le site archéologique de São Cucufate marquent le début d'une nouvelle période d'occupation du site. Le 1er juin 1992, le site est transféré sous la tutelle et l'autorité de l'IPPAR (sous dépêche légale 106F/92). Sous la supervision de l'IPPAR, le site est réorganisé, avec l’établissement d’une fouille archéologique formelle, l'aménagement paysager autour de la périphérie, la création d'espaces à vocation touristique, et la construction d'un centre d'interprétation (par les architectes Francisco Caldeira Cabral et Nuno Bruno Soares) achevé en 2001. Dans le but de favoriser les projets éducatifs et de préserver la continuité historique du site, l'IPPAR prend la décision de créer le Núcleo Museológico à Vila de Frades, à l’intérieur de deux bâtiments urbains cédés par le conseil municipal de Vidigueira : la Casa do Arco et la Casa do Almeida, ayant pour fonction de servir de centres d'interprétations du site archéologique,.

## Architecture

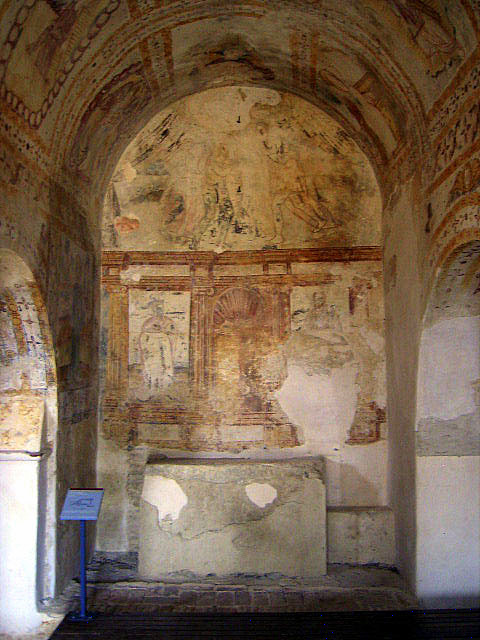
L’autel monastique simple du couvent, avec ces peintures murales

Le site de São Cucufate se situe à la sortie de l'IP2 vers la ville de Vidigueira et de l'EN258 jusqu'à Vila de Frades, en direction de Monte de Guadalupe.
Situé dans un endroit légèrement surélevé, le village rural qui date du premier siècle de l’époque romaine dominait l'espace, avec une vue du sud sur le paysage allant jusqu'à la ville de Beja. Il s'agissait probablement du centre d'une petite communauté, avec la résidence du propriétaire, des espaces de stockage agricole, des entrepôts et des équipements qui servaient à travailler la terre pour la production de vin et d'huile d'olive,. Durant cette période, et au fil des années successives (jusqu'à la fin du IVe siècle ), la maison principale fut progressivement agrandie, au cours de deux grands projets. Le premier agrandissement, qui eut lieu au IIe siècle, fut d'abord une timide extension de la résidence (avec la construction d’une pars urbana). Le second, au milieu du IVe siècle, marque une rupture totale avec l’ancien style architectural, avec une façade principale orientée autour de plusieurs cours intérieures ouvertes sur l'extérieur, selon une ligne droite. Aujourd’hui ce sont ces modifications qui sont conservées sur le site archéologique. Ces derniers changements reflètent également un style grandiose et l’opulence d’une époque révolue.
Cette villa de l’époque romaine dite tardive dépasse toutes les dimensions typiques des villae romaines du Portugal (même si ses véritables dimensions sont encore inconnues). Il existe encore des indices selon lesquels les restes des structures rustiques n'ont pas été complètement mis au jour et s'étendent vers le sud à partir du groupe principal. Contrairement aux autres architectures civiles romaines du Portugal, qui s'orientent principalement autour de la conception du péristyle, cette « villa » s'est développée de façon verticale, avec un rez-de-chaussée et des galeries voûtées soutenues par les façades principales encadrées de corps proéminents. Nous pouvons faire un parallèle avec les villas romaines portugaises de Milreu, Pisões et Rabaçal qui sont les plus proches de celle-ci.
La villa de l’époque romaine est formée sur un plan composé d'un corps central de forme rectangulaire encerclé de deux bâtiments rectangulaires latéraux qui sont pratiquement symétriques. L'exception est une abside semi-circulaire qui complète l'aile Est du corps nord. Seuls quelques espaces comportent encore leurs murs, tandis que quelques-uns ont encore leur plafond voûté et leurs terrasses.
La façade principale, orientée vers le nord-ouest, correspond au corps central, où nous pouvons voir une longue galerie précédée d'un palier, qui est connectée aux vestiges d'un jardin, par trois marches. À l'arrière, se trouve une galerie qui reste partiellement couverte par un plafond voûté, avec des arcades pour un grand char de 35 mètres sur 10 mètres.
Dans le corps latéral nord, subsistent les restes de la chapelle rectangulaire, composée d’une abside semi-circulaire, couverte de portes en osier, brisée par un linteau cintré, avec des ouvertures droites et rectangulaires. Son intérieur comprend deux nefs, séparées par 3 arcs posés sur des piliers et toute deux couvertes par trois voûtes transversales. L'abside juxtaposée est recouverte d'un plafond voûté dont le sommet est orné d’un motif central en forme de coquille.
Étant donné que la villa romaine ne possède pas de système de chauffage, l’hypothèse qu’elle n’était utilisée que pendant la saison des récoltes a été émise.
Dans la partie sud de la villa se trouvent les vestiges d'un temple romain (relié par le biais d’un mur) et formé d'une cellule-abside rectangulaire avec deux niches situées dans les murs intérieur.
Ces artefacts archéologiques, découverts durant des fouilles comprennent des ustensiles en céramique, du verre et des outils en métal, ainsi que des pièces de monnaie en cuivre et en argent. Ces découvertes ont été éclipsées par l’excavation d'une statue en bronze représentant un empereur vêtu d'une toge, couronné de laurier, ainsi que d'un petit autel et d'une tombe en marbre.

## Galerie

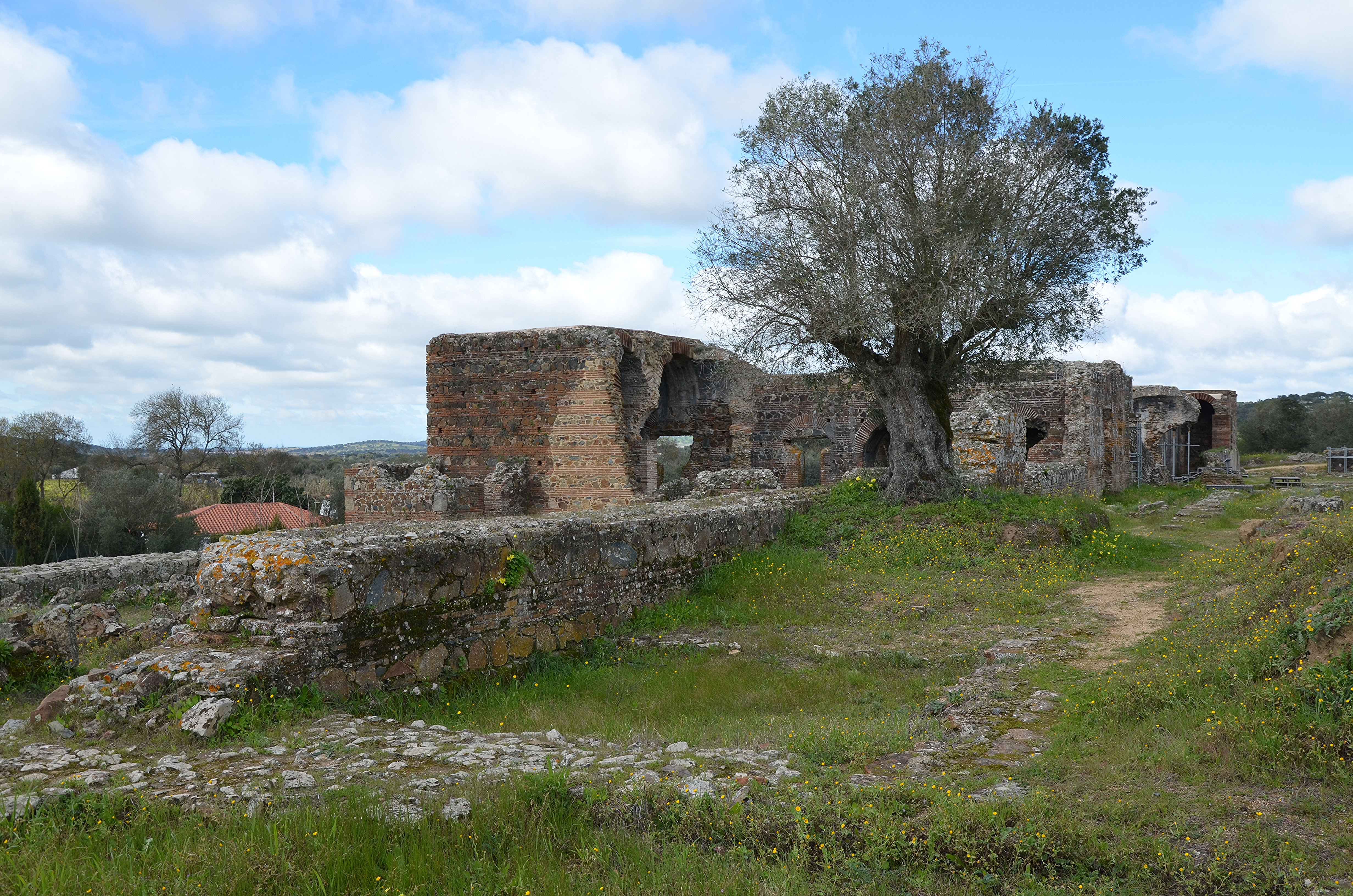
La ferme et les ruines du complexe
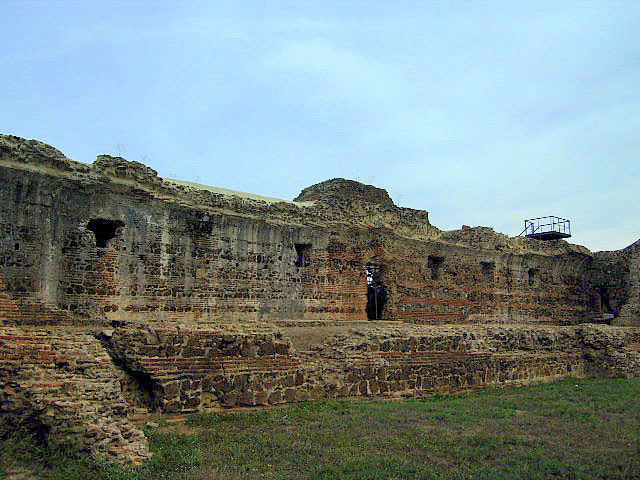
L'ancienne terrasse et la galerie de la villa romaine
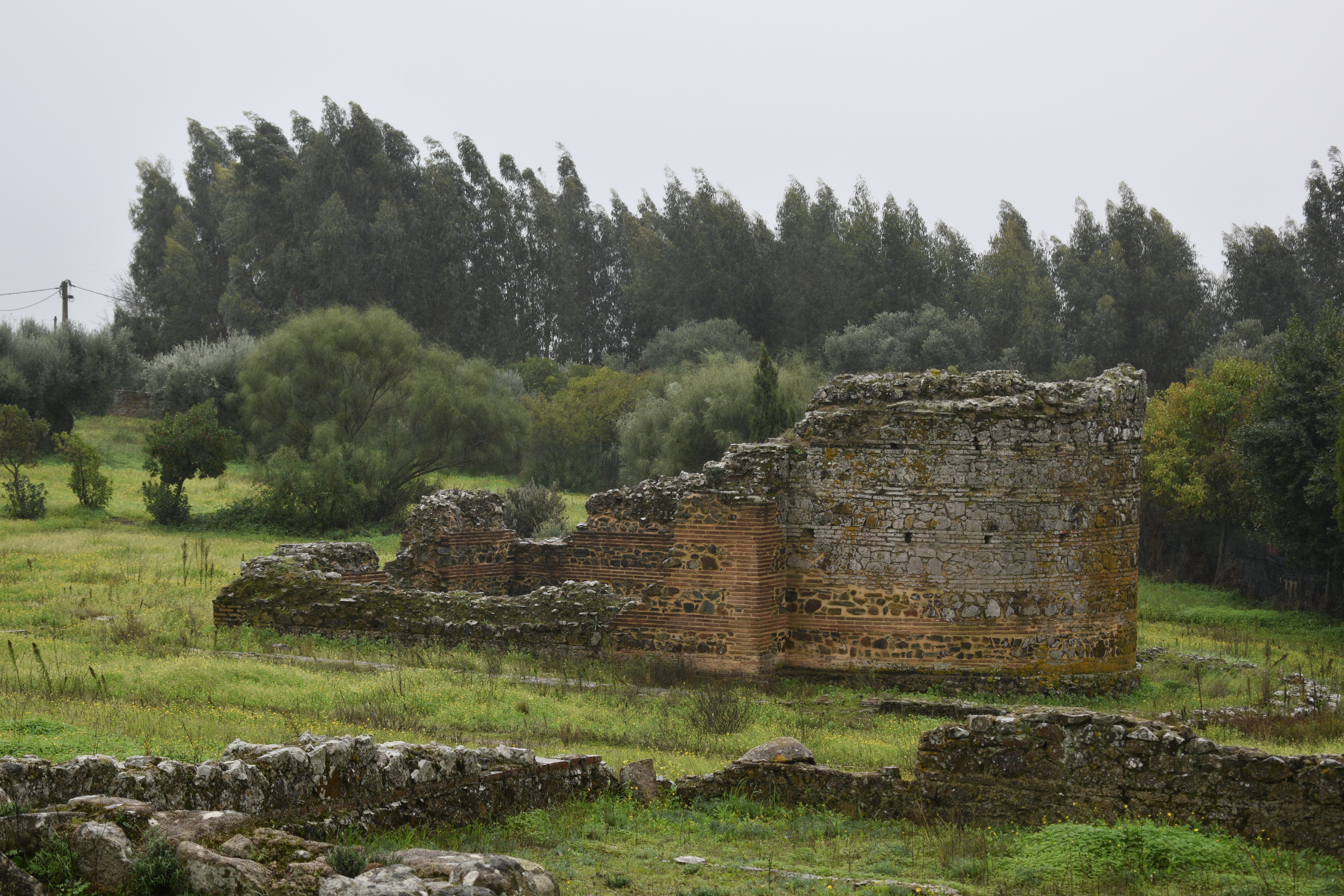
Vue latérale du temple